# Lower Manhattan

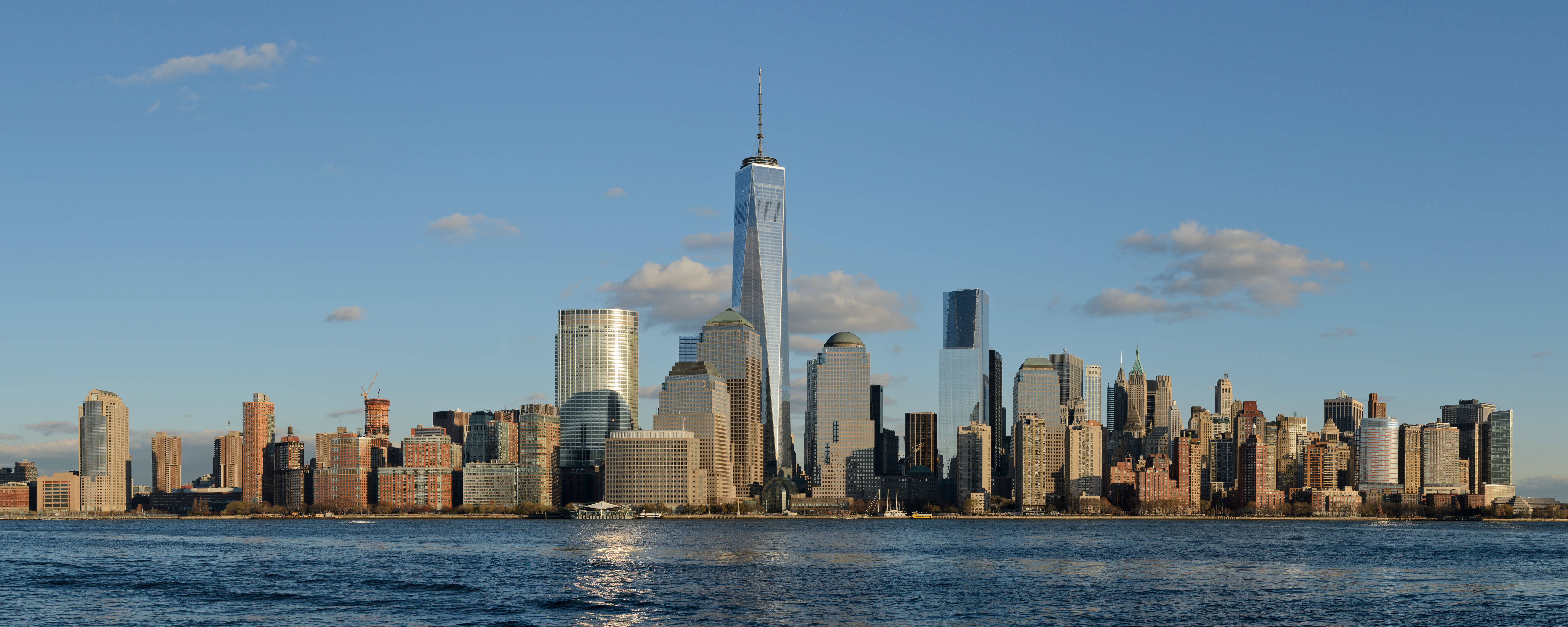
Lower Manhattan

Lower Manhattan är det sydligaste området på Manhattan i New York.